# Domen Pociecha
Domen Pociecha, slovenski sankač, * 21. oktober 1985, Kisovec.
Pociecha je za Slovenijo nastopil v sankaškem delu Zimskih olimpijskih iger 2006 v Torinu, kjer je osvojil 26. mesto.